# Erdkäfer

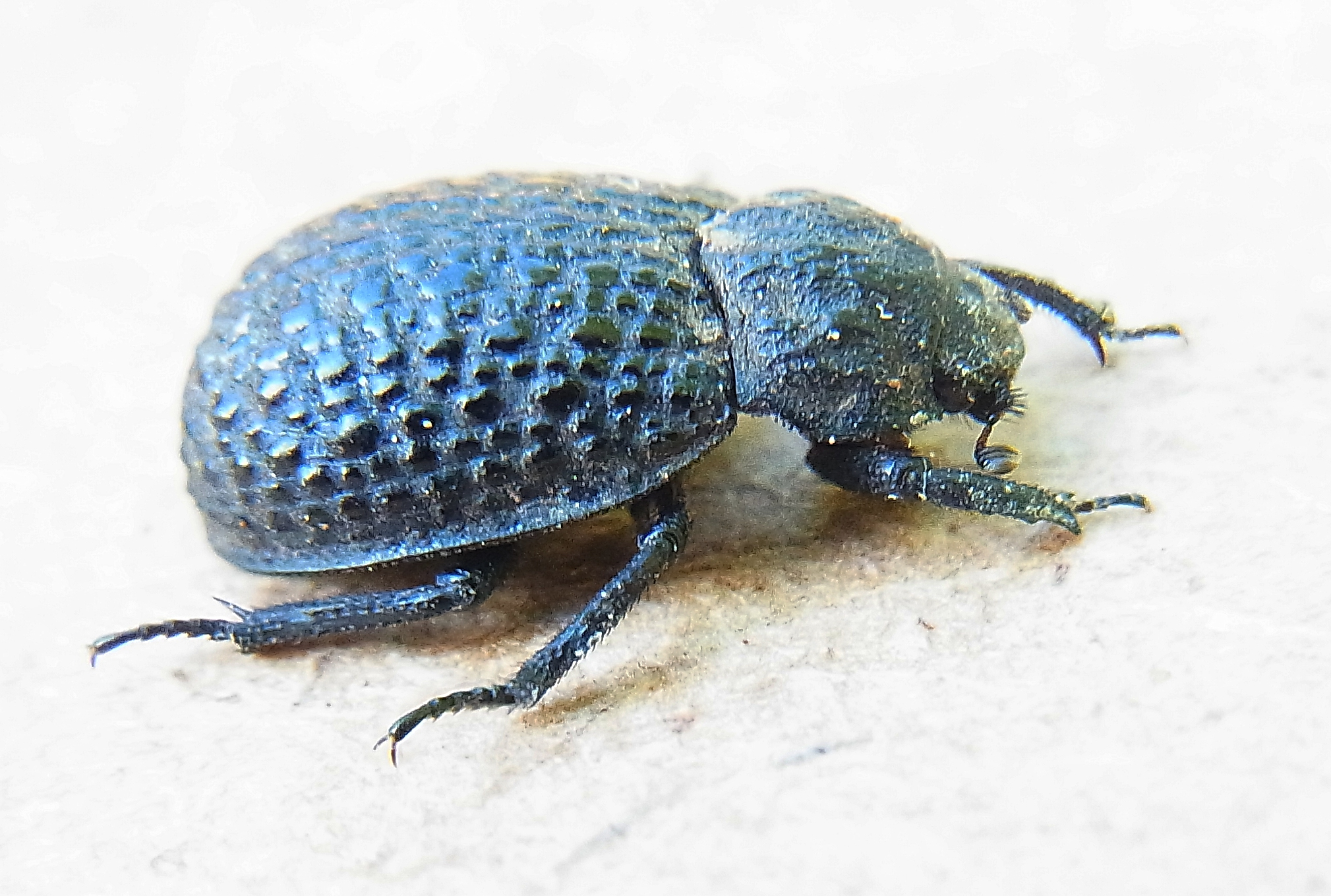
Trox perlatus hispanicus

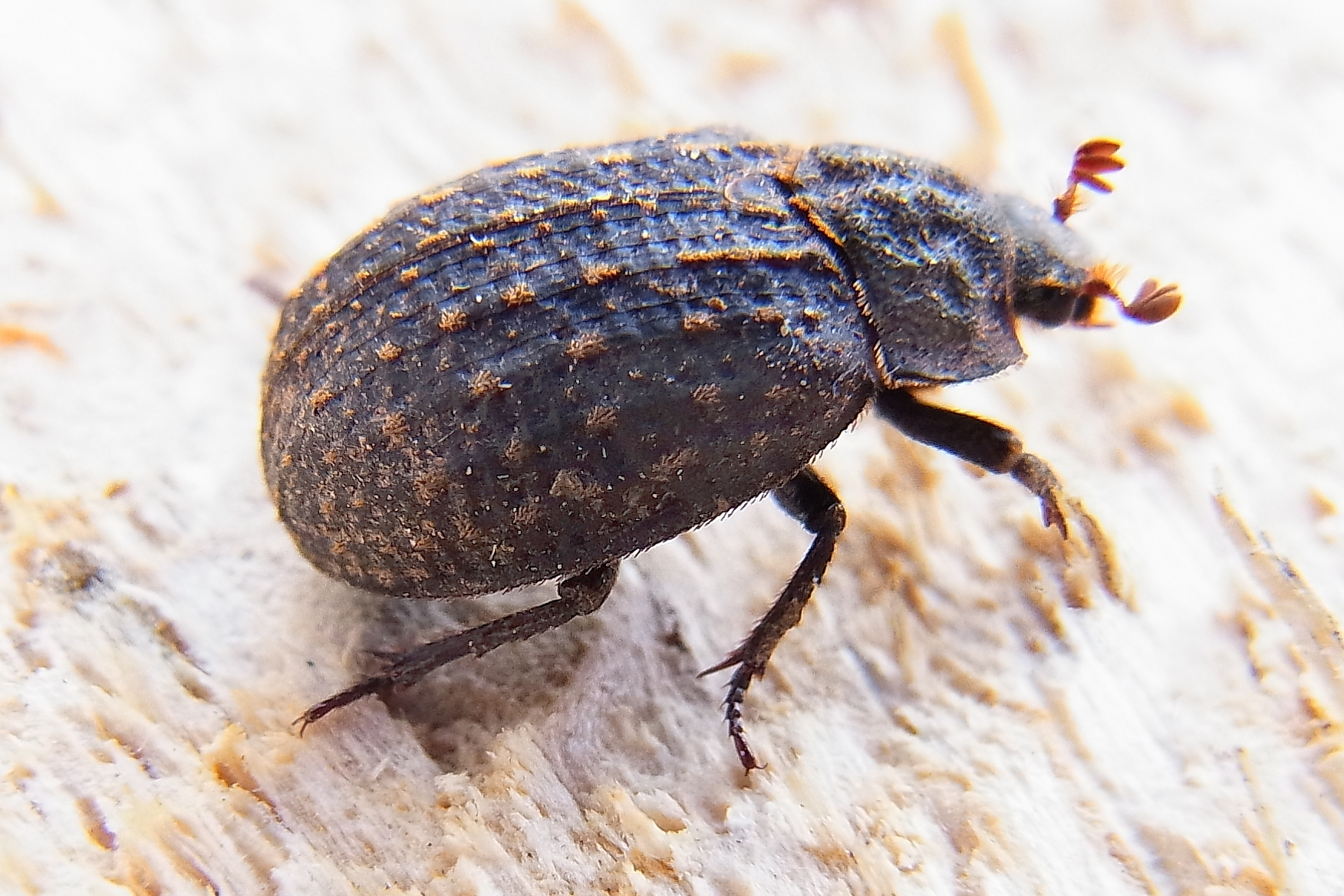
Trox sabulosus

Die Erdkäfer (Trogidae) sind eine Familie der Käfer innerhalb der Überfamilie Scarabaeoidea. Die weltweit verbreitete Familie besteht aus drei Gattungen und etwa 300 Arten. In Europa wurden 23 Arten aus zwei Gattungen nachgewiesen. In Mitteleuropa ist nur die Gattung Trox mit sieben Arten vertreten. Die afrikanische Fauna umfasst etwa 70 Arten der Familie, etwa zur Hälfte jeweils von den Gattungen Trox und Omorgus, in Südamerika stellt letztere Gattung etwa zwei Drittel der Arten, der Rest fällt auf die Gattung Polynoncus. In Australien sind 51 Arten der Gattung Omorgus sowie der eingeschleppte Trox scaber nachgewiesen, in Nordamerika sind 16 Arten der Gattung Omorgus und 25 Arten der Gattung Trox heimisch.

## Merkmale

### Käfer
Die Käfer sind 5 bis 25 Millimeter lang. Sie haben einen langgestreckten ovalen, konvexen Körper. Dieser ist braun oder grau bis schwarz gefärbt und häufig mit grauen, gelben oder braunen Härchen bedeckt. dorsal sind die Tiere häufig verdreckt. Die Frontoclypealnaht ist bei der Gattung Omorgus deutlich, bei Trox nur schlecht erkennbar. Die Facettenaugen haben keinen Canthus (ein in die Augenkontur einspringender Vorsprung der Kopfkapsel, der das Auge partiell, oder sogar vollständig, in einen oberen und einen unteren Abschnitt teilt). Der Aufbau der Ommatidien ist unterschiedlich. Der Epipharynx ist symmetrisch oder asymmetrisch und hat seitliche Tormae (ein Paar kleiner, meist dunkel gefärbter Sklerite seitlich der Unterlippe). Die Fühler sind zehngliedrig und haben eine dreigliedrige Keule. Die Mandibeln haben eine gut entwickelte Bürste und Prostheca (ein beweglicher, fingerförmiger Fortsatz). Die Maxillarpalpen sind viergliedrig. Das Mentum und Prementum der Unterlippe sind in der Regel verwachsen. Die Einbuchtungen der Hüften (Coxen) der mittleren Beine sind geschlossen. Ein Empodium (Haftlappen an den Füßen zur Anheftung an glatte Oberflächen) fehlt. Das subalare Tendon der Flügelader 2Ax ist kurz, schmal und an der Spitze abgerundet, 2BP hat schräg verlaufende Wellen an der Medialader, mesial von der medialen Brücke und distal von 2BP und RP34 fehlt. Es sind fünf sichtbare Ventrite (sichtbare bauchseitige Sklerite) am Hinterleib ausgebildet. Die in den Pleuralmembranen liegenden Stigmen am Hinterleib haben bei Trox eine Doppelöffnung, bei den anderen Gattungen sind sie siebförmig (cribriform). Bei Trox ist das erste bis siebte funktional, bei Omorgus ist auch das achte funktional. Der Aedeagus ist stark sklerotisiert und besteht aus einem deutlichen symmetrischen dreifachen Lobus. Bei den Weibchen sind die Tergite, Pleurite und Sternite des neunten Hinterleibssegments als deutlich sklerotisierte Bereiche erkennbar. Hemisternite mit Styli sind vorhanden.

### Larven
Der Körper der Larven ist breit C-förmig. Sie haben einen nahezu schwarzen Kopf. Die Segmente des Thorax und die ersten sechs Hinterleibssegmente sind dorsal in drei Falten unterteilt. Das Cranium ist symmetrisch. Zumindest ein Punktauge (Ocellus) ist immer ausgebildet. Die Fühler sind dreigliedrig und haben keinen großen Sinnesfleck. Die Mandibeln sind asymmetrisch, haben ventral einen Fortsatz und ventral keinen Bereich zum Stridulieren. Galea und Lacinia sind deutlich voneinander getrennt. Ein Organ zur Geräuscherzeugung fehlt an den Schenkelringen (Trochanter) der mittleren Beine und den Hinterbeinen. Die Stigmen sind wie bei den Imagines entweder siebförmig oder haben eine Doppelöffnung.

## Lebensweise
Die Erdkäfer sind innerhalb der Überfamilie Scarabaeoidea einzigartig in der Hinsicht, dass sich sowohl die Larven als auch die Imagines aller Arten hauptsächlich von Keratin ernähren. Die Tiere zählen zu den letzten Insekten, die Kadaver besuchen. Sie fressen aber auch an alten Fellen, Federn und verschiedenen anderen tierischen Überresten. Erdkäfer wurden auch beim Fressen an Fledermaus-Guano in Höhlen oder hohlen Bäumen nachgewiesen. Die Imagines können anders als die Larven durch Stridulation hörbar Geräusche erzeugen. Die Weibchen legen ihre Eier in der Regel unter Kadavern ab. Die Larven transportieren Hautstücke und Haare in ihre vertikal unterhalb des Kadavers ins Erdreich reichenden Tunnel.

## Taxonomie und Systematik
Die verwandtschaftliche Stellung der primitivsten Familien innerhalb der Überfamilie Scarabaeoidea wurde im Laufe der Forschungsgeschichte unterschiedlich interpretiert und ist noch nicht vollständig geklärt. Crowson stellte sie in die Überfamilie Scarabaeoidea. Howden vermutete in einer Arbeit aus dem Jahr 1982 eine verwandtschaftliche Nähe zu den Hybosoridae. Anhand von Flügelmerkmalen wurde später eine verwandtschaftliche Stellung zwischen den Glaphyridae und Bolboceratidae + Pleocomidae vermutet. Die Familie könnte eine Schwestergruppe der passaliden Untergruppe der Überfamilie darstellen.
Die Familie der Erdkäfer ist eine gut begründete Gruppe, die zahlreiche abgeleitete Merkmale besitzt. Folgende Autapomorphien stützen die Monophylie: Bei den Imagines ist die Befestigung des subalaren Tendons der Flügelader 2Ax kurz, schmal und apikal abgerundet, 2BP hat schräg verlaufende Wellen an der Medialader, mesial von der medialen Brücke und distal von 2BP und RP34 fehlt. Außerdem ist die Ernährung von Keratin charakteristisch. Bei den Larven sind die langen Borsten am Körper spiralförmig, das Cranium und das Tergum des Prothorax sind deutlich dunkler als der übrige Körper und nahezu schwarz, die Galea hat membranöse Unterteilungen und das basale Glied der Labialpalpen hat dorsal borstenähnliche Strukturen. Außerdem ist die Lebensweise an Kadavern typisch.
Die folgende Liste umfasst alle Gattungen, sowie die europäischen Arten:
- Gattung Trox (Holakrits, Afrotropis)
  - Trox cadaverinus Illiger, 1801
  - Trox cotodognanensis Compte, 1986
  - Trox cribrum Gené, 1836
  - Trox cricetulus Ádám, 1994
  - Trox eversmanni Krynicky, 1832
  - Trox fabricii Reiche, 1853
  - Trox granulipennis Fairmaire, 1852
  - Trox hispidus Pontoppidan, 1763
  - Trox klapperichi Pittino, 1983
  - Trox leonardii Pittino, 1983
  - Trox litoralis Pittino, 1991
  - Trox martini Reitter, 1892
  - Trox morticinii Pallas, 1781
  - Trox niger Rossi, 1792
  - Trox nodulosus Harold, 1872
  - Trox perlatus Goeze, 1777
  - Trox perrisii Fairmaire, 1868
  - Trox sabulosus (Linnaeus, 1758)
  - Trox scaber (Linnaeus, 1767)
  - Trox sordidatus Balthasar, 1936
  - Trox transversus Reiche, 1856
- Gattung Omorgus (Kontinente des ehemaligen Gondwana und südliches Nordamerika)
  - Omorgus subcarinatus (MacLeay, 1864)
  - Omorgus suberosus (Fabricius, 1775)
- Gattung Polynoncus (Neotropis)

## Belege